# 드미트리 볼코고노프
드미트리 안토노비치 볼코고노프(러시아어: Дми́трий Анто́нович Волкого́нов; 1928년 3월 22일 ~ 1995년 12월 6일)는 소련군의 심리전 부서를 이끌었던 소련 및 러시아의 사학자이자 상급대장이다. 그는 비밀 소련 문서보관소에서 연구한 후(소련 해체 전후 모두 포함) 이오시프 스탈린과 블라디미르 레닌의 전기를 비롯하여 레프 트로츠키 등 여러 인물의 전기를 출판했다. 볼코고노프는 경력의 대부분 동안 헌신적인 스탈린주의자이자 마르크스-레닌주의자였음에도 불구하고, 1995년 암으로 사망하기 전 생애 마지막 10년 동안 공산주의와 소련 체제를 부인하게 되었다.
볼코고노프는 소련 중앙위원회의 제한된 문서보관소에서 연구를 통해 공식 소련판 사건과 레닌 및 스탈린을 중심으로 구축된 개인숭배와 모순되는 사실들을 발견했다. 볼코고노프는 1980년대 후반 글라스노스트와 1990년대 초 탈소련 시대에 나타난 자유주의 러시아 사조에 기여하는 책들을 출판했다.

## 초기 생애
볼코고노프는 1928년 3월 22일 동부 시베리아 치타에서 태어났다. 볼코고노프는 집단농장 관리자와 학교 교사의 아들이었다. 1937년, 그가 여덟 살 때, 볼코고노프의 아버지는 스탈린의 눈 밖에 나 그 해에 체포된 니콜라이 부하린의 팜플렛을 소지한 혐의로 스탈린의 숙청 중에 체포되어 총살당했다. 이는 볼코고노프가 모스크바의 제한된 문서보관소에서 직접 연구를 하던 중 수년 후에야 알게 된 사실이었다. 그의 어머니는 노동 수용소로 보내져 제2차 세계 대전 중에 사망했다. 가족은 "서부 시베리아의 크라스노야르스크로 추방되었다. 볼코고노프는 이미 극동에 있었고, 스탈린은 정치범들을 하와이로 보내는 습관이 없었으므로 서쪽으로 보내질 수밖에 없었다고 농담했다."
볼코고노프는 많은 고아들이 그랬던 것처럼 1945년에 17세의 나이로 군대에 입대했다. 그는 1961년 모스크바의 레닌 군사정치 아카데미에서 공부했고, 1970년 소련군 선전 부서로 전출되었다. 그곳에서 그는 심리전에 관한 선전 팜플렛과 매뉴얼을 작성하며 강경파로 명성을 얻었다.
볼코고노프가 처음으로 자기 내부에 인지부조화를 일으키는 정보를 발견한 것은 1950년대 초, 젊은 육군 장교 시절이었다. 그는 1920년대 당원들의 초기 일기를 읽으면서 "소련 내의 정치적 논쟁이 초창기에 비해 얼마나 억압되고 불모가 되었는지" 깨달았다. 흐루쇼프의 1956년 비밀 연설은 그의 이러한 생각을 더욱 굳혔지만, 그는 당시에는 이러한 생각을 혼자 간직했다.
볼코고노프가 특수 선전부서를 이끌었던 수십 년 동안, 그는 앙골라, 에티오피아, 중동 및 아프가니스탄을 방문했다. 그는 "심리전과 이념 전쟁을 담당하는 전문가로서 소련 육군에서 빠르게 승진했다. 이러한 직책에는 오직 헌신적인 공산주의자만이 자격이 있었고, 그는 선전과 선동적인 글을 써냄으로써 자신의 자격을 입증했다." "그러나 공산주의 정통성을 병사들에게 주입하면서도, 볼코고노프 장군은 문서보관소에 숨겨진 공포들을 발견하면서 개인적인 의구심과 씨름하고 있었다." 볼코고노프는 냉전 기간 동안 여러 고객 국가들의 상황을 볼 기회도 가졌다. 이들 국가들은 군사 원조를 받았지만, 볼코고노프는 나중에 회고했다. "...모두 가난해졌고, 경제는 곳곳에서 무너지고 있었다. 그리고 저는 마르크스주의 모델이 실제적인 역사적 막다른 길이며, 우리 역시 역사적 함정에 빠져 있다는 결론에 도달했다."

## 스탈린 연구
볼코고노프는 1970년대 말까지 열렬한 이념가였으며, 군대 내에서 마르크스-레닌주의를 확산시키는 데 에너지를 쏟았다. 볼코고노프는 가장 완벽한 공산주의 자격으로만 가장 비밀스러운 소련 문서보관소에 접근할 수 있었다. 브레즈네프 시절 문서보관소를 읽으면서 볼코고노프는 "그를 놀라게 하는 문서들을 발견했다. 즉, 최고 공산주의자들이 잔인하고, 부정직하며, 무능하다는 것을 드러내는 문서들"이었다. 따라서 볼코고노프가 병사들을 위한 소련 선전 자료를 적극적으로 쓰고 편집하는 동안, "그는 길고 고통스러우며 매우 사적인 소련 역사 재평가 과정에 몰두하고 있었다."
볼코고노프는 1978년에 스탈린 전기를 쓰기 시작했다. 그는 1983년까지 완성했지만, 중앙위원회에 의해 금지되었다. 이 책은 미하일 고르바초프의 글라스노스트 정책 하에 소련 해체 이전에 출판되었다. 러시아에서 스탈린에 관한 책이 출판되면서 볼코고노프는 "동료 고위 장교들 사이에서 따돌림받는 존재"가 되었다.

볼코고노프는 스탈린 전기에서 레닌을 다소 전통적인 방식으로 다루었지만, 스탈린주의 체제에 대한 비난에는 열정적이었다. 그는 나중에 이렇게 말했다. "그것은 즉시 저에게 많은 적을 만들었습니다."
"볼코고노프는 많은 고위 소련 관리들처럼 자신도 두 개의 정신적 삶을 살았다고 공개적으로 인정했다. 경력은 점점 더 높아졌지만, 문서고를 더 깊이 파고들면서, 마치 자신을 키워준 시스템을 상징적으로 약화시키는 것처럼 말이다."
그는 1985년부터 군사사 연구소 소장이었는데, 그곳에서 연구와 집필에 깊이 관여했다. 그곳에서 볼코고노프는 1930년대 숙청 기간 동안 체포된 45,000명의 붉은 군대 장교에 대한 2권짜리 자료집을 편찬했는데, 그 중 15,000명이 총살당했다.
스탈린 전기가 마찰을 빚었지만, 모든 것은 1991년 6월 그가 강제로 사임해야 했을 때 정점에 달했다. 볼코고노프는 연구소의 다른 고위 장교들에게 제2차 세계 대전에 대한 10권짜리 소련 공식 역사서의 첫 권 초고를 보여주었다. 그 책에서 볼코고노프는 스탈린의 전쟁 관리와 소련 장교 숙청을 비판했다.
한 영국 역사가 볼코고노프의 제2차 세계 대전에서의 스탈린의 군사적 역할에 대한 비판을 요약하면서, "군사사 연구소의 여러 장교들이 동부 전선에서 싸웠는데, 볼코고노프가 전쟁에 대해 쓴 글에 대해 비판적이었다. 왜냐하면 그는 한 번도 전장에 발을 들여놓은 적이 없었기 때문이었다. 그들은 그가 '안락의자 장군'이라고 말했다."
"군대, 그리고 공산당과 소련 국가의 이름을 더럽혔다는 비난을 받았고, 야조프 국방장관으로부터 개인적으로 공격을 받았으며," 고르바초프의 압력으로 볼코고노프는 사임했다.

## 옐친의 고문 및 1990년대 입장
1991년 8월 공산당 강경파에 의한 1991년 소련 쿠데타 미수가 실패하고 1991년 12월 소련의 붕괴가 뒤따르자, 볼코고노프는 러시아 대통령 보리스 옐친의 국방 문제 특별 고문이 되었다.
1990년대 초, 볼코고노프는 "소련 수용소에 억류된 연합군 포로들의 알려지지 않은 운명을 조사하는 위원회의 위원장이자, KGB 및 공산당 문서보관소 관련 의회 위원회의 위원장이었다." 두 번째 의회 위원회는 7,800만 건의 파일을 공개했다. 이 과정의 일환으로 볼코고노프는 "공산당 중앙위원회와 정치국의 많은 문서"를 직접 검토할 수 있었다. 이러한 국가 및 당 문서의 기밀 해제는 역사가들이 70년 전 소련의 초기 형성기로 거슬러 올라가는 전례 없는 접근을 허용했다.

볼코고노프의 연구가 서방에 알려지자, 미국에서 앨저 히스와 그의 변호사로부터 문의가 들어왔다. 1948년 히스는 소련의 스파이 혐의로 기소되었다. 히스의 변호사가 볼코고노프에게 KGB 문서보관소에서 히스의 스파이 기록을 확인해 달라고 연락했을 때, 뉴욕 타임즈는 다음과 같이 보도했다. 
"단 하나의 문서도, 그리고 많은 자료가 연구되었지만, A. 히스 씨가 소련의 정보 기관과 협력했다는 주장을 입증하지 못했습니다." 러시아 정부의 군사 정보 문서보관소 위원장인 드미트리 A. 볼코고노프 장군은 선언했다. 그는 히스 씨에 대한 첩보 혐의를 "완전히 근거 없다"고 일컬었다.

나중에 볼코고노프는 히스의 무죄 방면과 같은 주장에 이의를 제기했다. "러시아 장군, 히스에 대한 입장 철회"라는 제목의 뉴욕 타임스 기사에서 볼코고노프는 다음과 같이 해명했다. 
"제가 제대로 이해되지 못했습니다... 국방부에도 정보국이 있는데, 그것은 완전히 다르고 많은 문서가 파괴되었습니다. 저는 KGB가 가지고 있던 것만 보았습니다. 제가 말한 것은 증거를 보지 못했다는 것뿐입니다."
볼코고노프의 마지막 발언에 대해 히스 본인은 이렇게 말했다. "그와 그의 동료들이 모든 파일을 검토하지 않았다면, 다른 파일들도 검토하여 같은 결과가 나오기를 바랍니다."
볼코고노프는 미국-러시아 전쟁 포로 공동 위원회를 공동 의장했으며 "항상 계속 글을 썼다." 볼코고노프는 1994년 옐친의 호의를 잃었는데, 이는 그가 구소련 지역 내 민족 분쟁 해결에 무력 사용에 반대했기 때문이었다. 특히 볼코고노프는 옐친이 체첸 침공을 결정할 때 "잘못된 조언자들의 조언"을 따르고 있다고 생각했다.

## 레닌의 전기 및 레닌주의 비판
볼코고노프는 1990년부터 레닌에 대한 집중적인 연구를 시작했지만, 1980년대 후반에는 이미 레닌의 역할에 대한 자신만의 결론에 도달하고 있었다. 그는 결국 레닌주의에 철저히 환멸을 느끼게 되었다.
레닌 문서보관소는 모스크바 스타라야 광장에 있는 구 중앙위원회 건물에 보관되어 있었다. 거대한 회색 건물 지하 깊은 곳에는 레닌과 관련된 모든 기록이 담긴 금속 상자가 놓인 선반들이 있었다. 볼코고노프는 설명했다. "점점 더 많은 비공개 소련 문서보관소와 하버드 대학교 및 캘리포니아 후버 연구소의 대규모 서방 소장 자료들을 보면서, 레닌에 대한 제 평가는 달라졌습니다."
볼코고노프는 항상 "자기 생각에 레닌은 마지막으로 무너진 보루였다"고 말하곤 했다. 그는 전환점이 1918년에 쿨라크 농민들을 공개적으로 교수형에 처하라는 레닌의 명령 중 하나를 발견했을 때였다고 말했다.
알려진 쿨라크, 부자, 흡혈귀들을 100명 이상 교수형에 처하라(사람들이 볼 수 있도록 반드시 교수형에 처하라)... 주변 수백 베르스타에 걸쳐 사람들이 보고, 떨고, 알고, 소리치게 하라: 그들이 흡혈귀 쿨라크들을 교살하고 교살할 것이라고.

그는 "우리는 그해 2월의 사건과 비교했을 때 '1917년 10월의 돌파구'가 반혁명일 수 있다는 것을 전혀 생각하지 못했다"고 썼다.

## 작품의 평가
특히 트로츠키에 대한 그의 전기 작품은 다양한 평가를 받았다. 일부 평론가들은 그가 혁명이라는 이름으로 후자의 무자비함을 압도적으로 증명한다고 주장했다. 반대로, 대니얼 싱어와 같은 다른 작가들은 그의 역사적 해석에 편향이 있어 "마르크스주의는 악하고 혁명은 잘못되었다고 선언"하며, 이념적 공식화에 대한 피상적인 평가를 하고, 그의 책을 도이처 삼부작에 비해 부정적으로 비교했다고 주장했다. 프랑스 역사가 피에르 브루에 또한 볼코고노프와 같은 현대 역사가들의 역사적 평가에 이의를 제기하며, 그가 레닌주의, 스탈린주의, 트로츠키주의를 잘못 동일시하여 이념적 연속성이라는 개념을 제시했다고 주장했다.

## 인물
볼코고노프의 영어판 책 편집자인 해롤드 슈크만이 1989년 영국 옥스퍼드에서 그를 처음 만났을 때, 그는 볼코고노프가 "[자신의] 소련 장군에 대한 생각과는 전혀 달랐다"고 느꼈다. 슈크만은 설명했다. "그는 거들먹거리거나 으스대지 않았고, 술을 마시거나 담배를 피우지도 않았다. 그리고 내가 그를 보게 될 많은 다른 상황들, 즉 다른 나라에서, 러시아에서, 학자들과 함께 등에서 그는 항상 편안하고 여유로웠으며, 분명히 인기가 있었다."
| “ | 내 삶의 후반기에 와서야, 길고 고통스러운 내면의 투쟁 끝에, 나는 볼셰비키 이념이라는 환상에서 벗어날 수 있었다. 나는 엄청난 안도감을 느꼈고, 동시에 너무나 많은 세월을 유토피아적 감금 속에서 낭비했다는 깊은 후회감을 느꼈다. 아마 내가 이 삶에서 이룬 유일한 것은 오랫동안 가지고 있던 신념과의 단절일 것이다...환멸은 처음에는 영적인 숙취의 우울함처럼 하나의 생각으로 다가왔다. 그러고 나서 지적인 혼란으로 다가왔다. 마침내 진실에 맞서고 그것을 이해하려는 결단으로 다가왔다. | ” |
|   | — 20px, 20px |   |

생애 말년에 볼코고노프는 "1917년 러시아의 유일한 희망은 2월 혁명에서 나타난 자유주의적이고 사회민주주의적인 연합에 있었다"는 견해를 굳게 믿게 되었다.
볼코고노프는 그의 편집자에게 말년에 보인 "영적인 힘"이 기독교 세례를 받으면서 얻은 것이라고 말했다.
한 로스앤젤레스 타임스 작가는 볼코고노프를 다음과 같이 묘사했다. "진실을 폭로하고 신화를 파괴했기 때문에 볼코고노프는 종종 반역과 배신으로 비난받았다. 그러나 그는 결코 물러서지 않았다." 볼코고노프는 당시 엄청난 압력을 받고 있었다. 예를 들어, 그는 러시아 의회에 (고르바초프 시대 이래 자유주의자로 의석을 보유하고 있었던) 들어갈 때마다 공산주의 의원들이 "문 앞에 줄을 서서 욕설을 퍼부었다"고 말했다. 이에 대해 볼코고노프는 당시 "이러한 외침을 역사적 찬사로 받아들인다"고 말했다.

## 말년

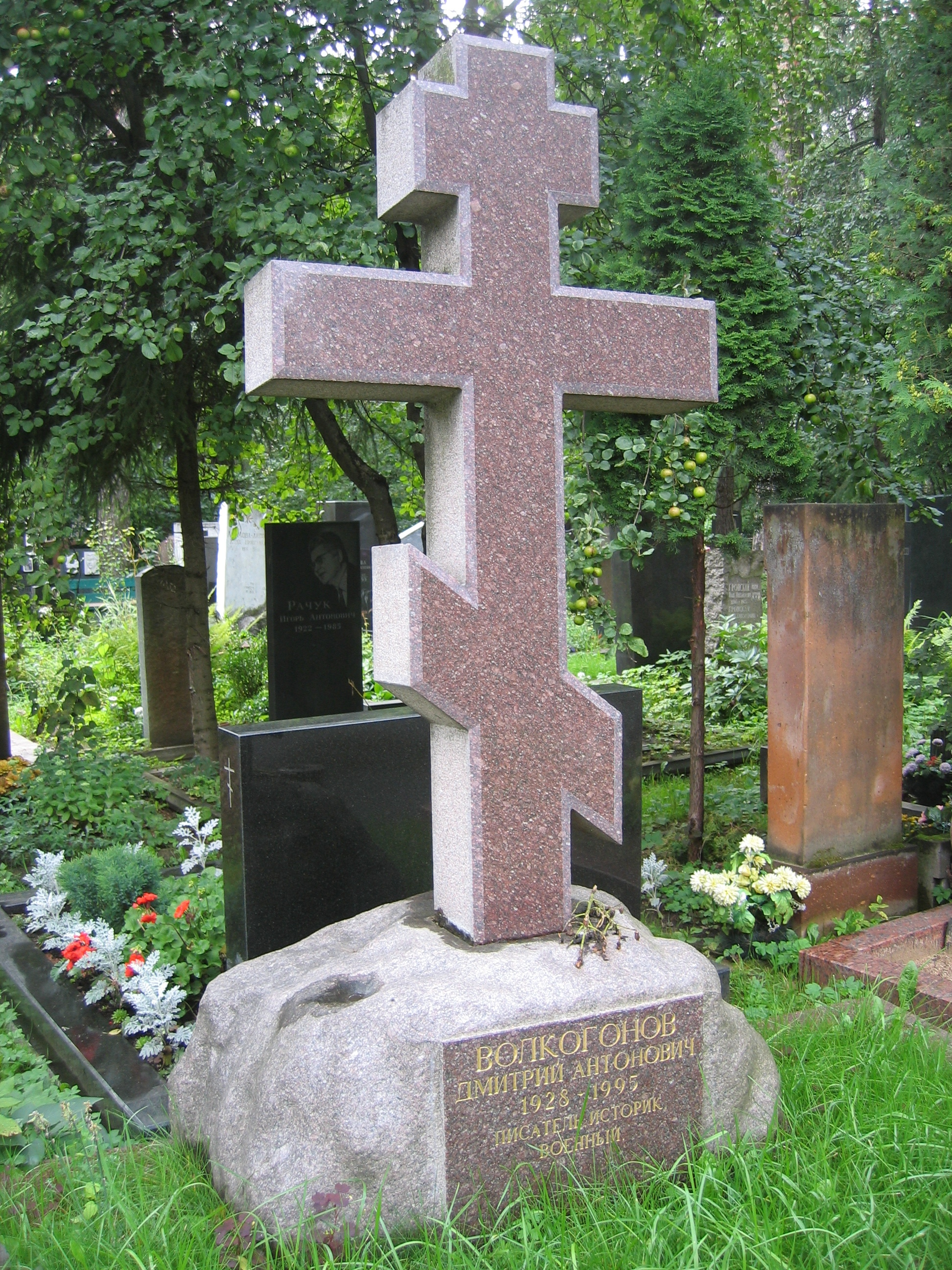
모스크바에 있는 볼코고노프의 묘비

1991년 "대장암과 간암으로 대수술을 받았음에도 불구하고" 그의 정치 활동과 저서 출판 속도는 급격히 빨라졌다.
1991년 8월, 강경파가 공산당의 소련 내 권력을 재확립하려는 시도로 고르바초프로부터 통제권을 빼앗으려 한 쿠데타 시도 중, 볼코고노프는 런던의 병원에 있었다. 볼코고노프가 텔레비전에서 쿠데타 소식을 보았을 때, 그는 편집자에게 "그들이 해냈군요"라고 말했다. 3개월 전에 볼코고노프를 연구소에서 해고했던 드미트리 야조프 국방장관은 그에게 "당신 같은 사람들을 제거할 뭔가 일어날 것"이라고 말했었다. 병상에 누워있던 볼코고노프는 BBC를 통해 소련군에게 쿠데타 주모자들의 명령에 복종하지 말라고 호소했다.
볼코고노프는 러시아에서 미국 전쟁 포로를 찾는 임무를 맡은 미국-러시아 조직인 태스크 포스 러시아의 공동 위원장이었다. 그는 미국 상원 위원회에 730명의 미국 공군 병사들이 냉전 스파이 비행 중 포로로 잡혔다고 말했다.
볼코고노프는 1995년 12월 67세의 나이로 암으로 사망했다. 그의 가족은 그의 서류들을 미국 의회도서관에 기증했다.
볼코고노프는 블라디미르 레닌(레닌: 새로운 전기, 1994년), 레프 트로츠키(트로츠키: 영원한 혁명가, 1992년), 이오시프 스탈린(스탈린: 승리와 비극)에 대한 세 권의 책으로 구성된 그의 삼부작 '지도자들'(러시아어: Вожди, Vozhdi)로 가장 유명하다.
그는 또한 사망 직전 『제국 해부: 소비에트 체제를 건설한 일곱 지도자』(러시아어 제목: Sem Vozhdei)를 완성했다. 이 책은 "레닌, 스탈린, 흐루쇼프, 브레즈네프, 안드로포프, 체르넨코, 고르바초프 등 소비에트 연방의 일곱 지도자"에 대한 장을 다루고 있다. 볼코고노프는 일곱 지도자 중 여섯 명의 재임 기간 동안 소련군에 복무했으며, 상급대장으로서 이들 지도자 중 네 명과 "직접적인 실무 접촉"을 가졌다. 영어판은 번역가이자 편집자인 해롤드 슈크만이 인정한 대로 훨씬 더 긴 러시아어 원본의 본질적으로 압축된 버전이었다.

## 저서
- Mythical "Threat" and the Real Danger to Peace, 노보스티 통신 출판사, 1982
- The Psychological War, 프로그레스 퍼블리셔스, 1986
- The Army and Social Progress, 프로그레스 퍼블리셔스, 1987
- Stalin: Triumph and tragedy, 그로브 와이든펠트, 1991 ISBN 978-0-8021-1165-4
- 볼코고노프, 드미트리 (1994). 《레닌: 새로운 전기》. 번역 숙만, 해롤드. 런던: 하퍼콜린스. ISBN 978-0-00-255123-6.
- 러시아 전쟁: 눈 위의 피 텔레비전 다큐멘터리 시리즈의 역사 컨설턴트로 인정받음.
- Trotsky: The Eternal Revolutionary, 프리 프레스, 1996 ISBN 978-0-684-82293-8
- The Rise and Fall of the Soviet Empire: Political Leaders from Lenin to Gorbachev, 하퍼콜린스 퍼블리셔스, 1998 ISBN 978-0-00-255791-7
- Autopsy for an Empire: the Seven Leaders Who Built the Soviet Regime, 프리 프레스, 1999 ISBN 978-0-684-87112-7

## 같이 보기
- 재직 중 사망한 러시아 국가두마 의원 목록

## 더 읽어보기
- 맥인스, 닐. "볼코고노프의 여정" 내셔널 인터레스트 08849382, (1996/97년 겨울), 46호 온라인
- (영어) 출연 - C-SPAN